# Німецький фонд Маршалла
Німецький фонд Маршалла Сполучених Штатів ( GMF ) — позапартійний американський аналітичний центр з питань державної політики, який прагне сприяти співпраці та взаєморозумінню між Північною Америкою та Європейським Союзом.
Заснована в 1972 році завдяки подарунку від уряду Західної Німеччини на 25-ту річницю плану Маршалла, GMF сприяє дослідженню та аналізу трансатлантичних і глобальних питань; скликає лідерів політики та бізнесу на міжнародні конференції; забезпечує можливості обміну для нових американських і європейських лідерів; і підтримує ініціативи, які можуть зміцнити демократію. GMF фокусується на політиці, лідерстві та громадянському суспільстві.
Штаб-квартира GMF знаходиться у Вашингтоні, округ Колумбія, а також офіси в Берліні, Брюсселі, Анкарі, Белграді, Бухаресті, Парижі та Варшаві.

## Актуальні програми
Програми GMF включають Альянс за забезпечення демократії, Брюссельський форум, Атлантичні діалоги, Трансатлантичну академію та Огляд трансатлантичних тенденцій.

## Лідерство
- Бенджамін Х. Рід, президент 1973–1977
- Robert Gerald Livingston[de], президент 1977–1981
- Френк Е. Лой, президент 1981–1995
- Крейг Кеннеді, президент 1996–2014
- Карен Донфрід, президент 2014-2021[12]
- Хізер Конлі, президент з 2021 року

## Історія

### Заснування
GMF було засновано як постійний пам’ятник допомоги Плану Маршалла через грант від уряду Західної Німеччини. Її заснував Гвідо Голдман, який на початку 1970-х років був директором Гарвардської програми західноєвропейських досліджень. Ґолдман, американець, чия родина втекла з Німеччини в 1940 році, лобіював уряд Західної Німеччини, зокрема міністра фінансів Алекса Меллера, щодо надання допомоги на розвиток відносин між Європою та США до 25-ї річниці надання допомоги за планом Маршалла. Працюючи з групою планувальників, яка мала сформувати початкову раду опікунів фонду, включаючи фізика Гарві Брукса, дипломата Роберта Елсворта, журналіста Макса Франке, економіста Річарда Н. Купера та педагога Говарда Сворера, Голдман зрештою отримав згоду на підтримку незалежної установи. в 1971 році.
Канцлер Німеччини Віллі Брандт оголосив про створення GMF у своїй промові 5 червня 1972 року в Гарварді, заявивши, що це допоможе посилити американо-європейську співпрацю та взаєморозуміння. Чотири роки потому Брандт написав:
Мій уряд хотів відзначити 25-ту річницю запуску Плану Маршалла чимось більшим, ніж просто дружнім словом пам'яті... Я сам оголосив, що федеральний уряд зі схвалення парламенту вирішив виділити кошти для Меморіального фонду Маршалла. Ця сума мала забезпечити підтримку американо-європейських досліджень і дослідницьких проектів.
Серед інших членів опікунської ради були економіст Карл Кайсен, суддя Арлін Адамс і бізнесмен Дональд М. Кендалл . Першим президентом, обраним у 1973 році, був Бенджамін Х. Рід, який пізніше став заступником держсекретаря США з управління.

### Ранні дні (1972–1989)
У 1970-х і 1980-х роках GMF виділяла гранти відповідно до своєї місії, зокрема академічним дослідникам, Службі суспільного мовлення та Національному громадському радіо . Він також забезпечив початкове фінансування Інституту міжнародної економіки, нині Інститут міжнародної економіки Петерсона . До 1977 року організація витратила понад 7 мільйонів доларів на майже 100 проектів за участю США, Західної Німеччини, Франції, Великобританії, Італії, Швеції, Бельгії, Данії, Нідерландів, Норвегії, Швейцарії, Японії та Канади. Академік Майкл Науманн сказав, що GMF був одним із перших аналітичних центрів, який зосередив увагу на важливості м’якої сили в той час, коли більшість академічної уваги приділялася військовим питанням.
У 1980 році GMF відкрив свій перший європейський офіс у Бонні. У 1985 році уряд Західної Німеччини продовжив грант GMF. У 1987 році Джордж Кеннан виступив із програмною промовою на конференції, організованій у Західному Берліні GMF на честь 40-ї річниці Плану Маршалла. Крім того, у 1980-х роках GMF підтримував такі програми, як ініціатива Національної асоціації губернаторів щодо боротьби з кислотними дощами, і почав активно співпрацювати з демократичними рухами Центральної та Східної Європи через фінансування малих грантів.

### Розширення GMF (1989–тепер)
У 2002 році GMF разом із Чиказькою радою з глобальних справ провели своє перше опитування. Наступного року він отримав назву Transatlantic Trends і став щорічним індикатором громадської думки по обидва боки Атлантики. GMF заснував свою програму трансатлантичних стипендій, щоб надати можливість постійному резиденту отримати знання з питань глобальної державної політики. Він також заснував Трансатлантичну академію для запрошених науковців і започаткував серію коментарів Transatlantic Take. Програми обміну GMF також розширилися завдяки доданню American Marshall Memorial Fellows, започаткуванню семінару Манфреда Вернера для фахівців з питань оборони та створенню Форуму Конгресу-Бундестагу.
У березні 2018 року фонд був оголошений «небажаною організацією» в Росії.

## Конференції

### Брюссельський форум
Брюссельський форум — це щорічна зустріч впливових політичних, корпоративних та інтелектуальних лідерів США, Європи та світу в Брюсселі. Серед учасників – глави держав і урядів, високопосадовці інституцій Європейського Союзу та держав-членів, урядовці кабінету міністрів США, представники Конгресу, парламентарі, науковці та ЗМІ.

### Атлантичні діалоги
Атлантичні діалоги – це щорічний захід у Марокко, в якому беруть участь близько 300 лідерів державного та приватного секторів високого рівня з усього Атлантичного басейну, включаючи Африку та Латинську Америку. Теми обговорення включають міжрегіональні питання, починаючи від безпеки до економіки, міграції до енергетики.

## Зовнішні посилання
- Офіційний сайт